# ان‌جی‌سی ۷۷۲۷
ان‌جی‌سی ۷۷۲۷ (انگلیسی: NGC 7727) نام یک کهکشان در صورت فلکی دلو است.